# Diasemocera
Diasemocera (лат.) — род мух из семейства береговушек (Ephydridae) отряда Двукрылые. Встречаются повсеместно. К роду относится известная своей необычной биологией нефтяная муха Diasemocera petrolei, чьи личинка питаются мёртвыми насекомыми, упавшими в нефтяные лужи.

## Распространение
Встречаются повсеместно. Афротропика: Острова Зелёного Мыса, Гам-бия, Сенегал, Йемен. Австралазия/Океания: Гавайские острова, Новая Зеландия. Неарктика: Канада (Квебек), США. Неотропика: Чили, Сальвадор, Галапагосские острова, Карибские острова (Большой Кайман, Сент-Винсент). Юго-Восточная Азия: Тайвань. Палеарктика: Европа, Алжир, Азорские острова, Канарские острова, Китай (Северная часть, Тибет), Египет, Иордания, Иран, Мадейра, Марокко, Оман, Тунис, Турция, Россия (Дальний Восток), Объединённые Арабские Эмираты.

## Описание
Мелкие или умеренно мелкие береговые мухи-береговушки, длина тела 1,35—2,60 мм; микротоментум обычно редкий или отсутствует, субблестящий или блестящий; большинство видов черноватые. Голова в боковом виде с антеннами, вставленными в дорсальную 1/3; педицель короткий, субтреугольный, с дорсоапикальным лепестком, несущим дорсоапикальную шиповидную сету, равную не менее половины длины базального членика жгутика; базальный членик жгутики длиннее педицеля, максимум вдвое длиннее высоты; скапус не выдаётся; ариста с 3—8 дорсальными лучами; лоб заметно шире длины, по крайней мере вдвое.

## Систематика
Таксон Diasemocera был впервые выделен в 1895 году итальянский учёным-энтомологом Марио Бецци (1868—1927) как подрод в составе рода Psilopa Fallén с единственным видом Psilopa nigrotaeniata Bezzi, 1895 (= Psilopa roederi Girschner, 1889). В 2018 году род Helaeomyia  Cresson, 1941 (типовой вид Psilopa petrolei) был сведён в синонимы к роду Diasemocera  Bezzi, 1895, который восстановили из синонимии с родом Psilopa. Diasemocera близок к родам Trimerina, Clanoneurum и Cnestrum. От сходных родов (например, от Psilopa) таксон Diasemocera отличается следующими признаками: два крупных лицевых волоска; педицель с дорсоапикальным шипом слабый и не более 1/3 длины базального членика жгутика; предшовная супраалярная щетинка хорошо развита, длина больше передней нотоплевральной щетинки.

### Классификация
Diasemocera включает более 20 видов
- Diasemocera adfinis (Cresson, 1922)[6]
- Diasemocera aenigma  (Mathis & Zatwarnicki, 2017)
- Diasemocera aequalipes  (Becker, 1907)[7]
- Diasemocera biskrae (Becker, 1907)[7]
- Diasemocera bornholmi  (Becker, 1926)[8]
- Diasemocera composita  (Becker, 1903)[9]
- Diasemocera fratella  (Becker, 1903)[9]
- Diasemocera girschneri  (Röder, 1889)
- Diasemocera glabricula  (Fallén, 1813)
- Diasemocera leucostoma  (Meigen, 1830)
- Diasemocera marginella  (Fallén, 1823)
- Diasemocera maritima  (Perris, 1847)
- Diasemocera metallica  (Hutton, 1901)
- Diasemocera nana  (Loew, 1860)
- Diasemocera nervimaculata  (Becker, 1910)
- Diasemocera nigricornis  (Hendel, 1931)
- Diasemocera nigrifacies  (Becker, 1903)[9]
- Diasemocera nigrithorax  (Becker, 1926)[8]
- Diasemocera ovaliformis  (Becker, 1926)[8]
- Diasemocera petrolei  (Coquillett, 1899)
- Diasemocera pulicaria  (Haliday, 1839)
- Diasemocera quadratula  (Becker, 1907)[7]
- Diasemocera roederi  (Girschner, 1889)
- Diasemocera rufithorax  (Becker, 1903)[9]